# Підступність і кохання
«Підступність і кохання» (нім. Kabale und Liebe) — міщанська трагедія німецького драматурга Фрідріха Шиллера, написана в 1783 році та вперше опублікована в 1784 році видавцем Крістіаном Фрідріхом Шваном.

## Історія створення
Задум створити п'єсу про сучасну дійсність виник у Фріріха Шиллера на гауптвахті, куди він потрапив за самовільний від'їзд до Мангейма на прем'єру «Розбійників». Після втечі зі Штутгарта Шиллер продовжував працювати над п'єсою. У листі до Дальберга від З квітня 1783 року Шиллер називав твір «сміливою сатирою та глузуванням над породою блазнів та негідників зі знаті». Спочатку п'єса називалась «Луїза Міллер» за іменем головної героїні. За пропозицією актора Августа Вільгельма Іффланда назву змінено на «Підступність і кохання». Міщанська трагедія «Підступність і кохання» вийшла друком у 1784 році.

## Дійові особи
- Фон-Вальтер — президент при дворі німецького герцога.
- Фердінанд, його син, майор.
- Гофмаршал фон-Кальб.
- Леді Мілфорд — фаворитка герцога.
- Вурм — особистий секретар президента.
- Міллер — міський музикант
- Луїза — дочка Міллера
- Софі- камеристка леді.

## Проблематика
Тема міщанської трагедії — кохання представників різних суспільних прошарків
Основний конфлікт драми — зіткнення двох систем моралі, кожна з яких відповідає певному соціальному середовищу. У драмі проблема деспотизму, всесилля фаворитів і безправ'я простої людини переплітається з моральною проблемою.

## Зміст драми
Історія кохання двох благородних людей — Фердінанда та Луізи — відбувається у світі глухої провінції, де панують інтриги та злочини, розкіш та розпуста. Дія розгортається в Німеччині XVIII в., при дворі одного з німецьких герцогів. Фердінанд, син «президента», що керує справами держави за дорученням герцога, покохав Луїзу Міллер, дочку простого музиканта. Але батько Фердінанда хоче одружити сина з фавориткою герцога — леді Мільфорд і робить все, щоб розлучити його з Луїзою. Шлюб аристократа з мішанкою неможливий. На руку Луїзи претендує й секретар президента — Вурм, він уже давно відвідує будинок Міллерів, але дівчина не має до нього ніяких почуттів. Сам музикант розуміє, що Вурм більш підхожа партія для Луїзи, але останнє слово за самою дочкою. Вурм повідомляє президента про захоплення його сина дочкою міщанина Міллера. Звістка секретаря змушує фон Вальтера прискорити хід подій: про своє одруження син повинен довідатися негайно.
Інтриги «президента» призводять до трагічного фіналу: Фердінанд і Луїза гинуть. Фердінанд всипає отруту в склянку з лимонадом, призначену для Луїзи. Перед смертю Фердінанд фон Вальтер чує визнання, що Луїза безневинна. Юнак вирішує покарати батька, та президент сам віддає себе в руки правосуддя, і син, помираючи, простягає йому руку.

## Персонажі
Фердінанд — син міністра фон Вальтера, людина передових переконань. Університет надав йому нові просвітницькі ідеї у силу народу, спілкування з яким возвеличує людину. Фердінанд у сім'ї Міллера знайшов моральну гармонію, він зрозумів порочність моральних основ свого класу.
Фердінанд підняв свій голос на захист прав, готовий відректися від свого становища у вищому світі. Юнак закоханий в Луїзу Міллер, та в його батька інші плани. Фердінанд сповнений рішучості захищати свої почуття. Але він не зміг оцінити силу підступності: коли не вдалося пряме насильство, пускається в хід наклеп. Обмовлена Луїза, і ображений Фердінанд, що повірив наклепові, позбавляє життя і її, і себе. Він не зміг ні зберегти, ні відстояти своє кохання.
Луїза — шістнадцятирічна дочка бідного міського музиканта. Дівчина переживає своє перше почуття глибоко, щиро. Їй здається, що кохання відкрило перед нею таємниці світу. Вона закохана у Фердінанда не з розрахунку, а за велінням серця. Їй доводиться вибирати між обов'язком перед батьком і почуттям любові до Фердінанда. Секретар змушує дівчину написати любовний лист підставній особі — маршалу фон Кальб, інакше батько буде взятий під варту. Вмираючи, вона шкодує Фердинанда: «Більш нещасного істоти, ніж ти, немає ні на небі, ні на землі».

## Новаторство драматурга
- Індивідуалізована мова дійових осіб: кожного персонажа, кожної соціальної групи
- Творчу енергію автор спрямовує в іншу площину: на зображення «несумісних з мораллю» суперечностей між життям гнобителів і пригноблених, на показ конкретно-історичної, соціальної групи.
- Складність характеру — характерна риса майже всіх дійових осіб драми

## Мова драми
У п'єсі Шиллер описує цинічний і холодний світ, для цього використовує високий стиль, пафос та гіперболи. Виступ Президента витончений, продуманий та зарозумілий. Секретаря Вурма можна зрозуміти як меншу його копію. Калб розмовляє тупо, неприродно, часто використовує неправильні вирази.
Міллера мова характеризує як просту людину. Свої думки він підкреслює загальними приказками. Пані Міллер неправильно вживає іноземні слова, приказки.

## Український переклад
Назва твору у перекладі Майка Йогансена, що вийшов друком в 1934, «Коварство і любов»